# El Capricho

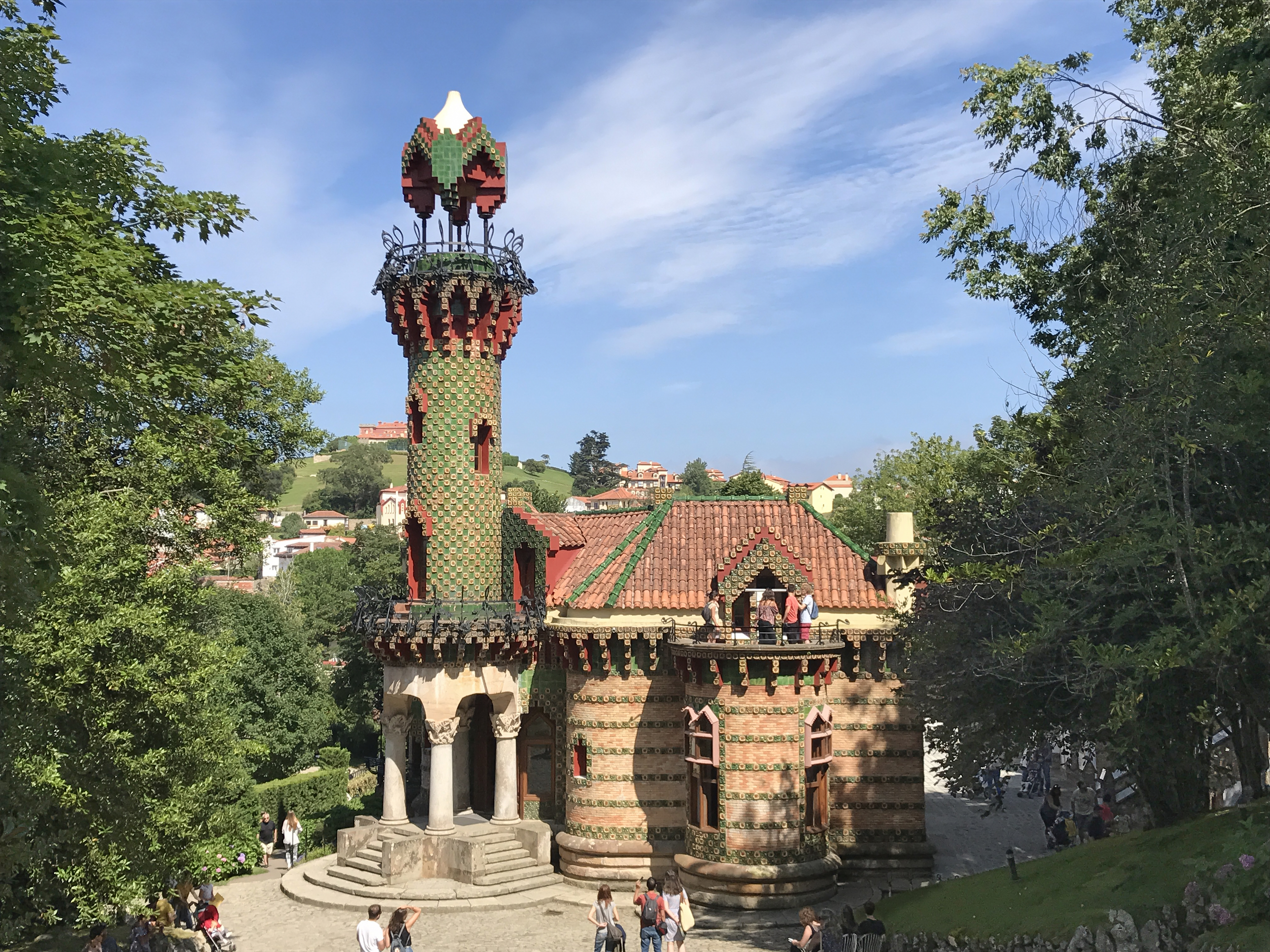
El Capricho, Comillas (Cantabrië)

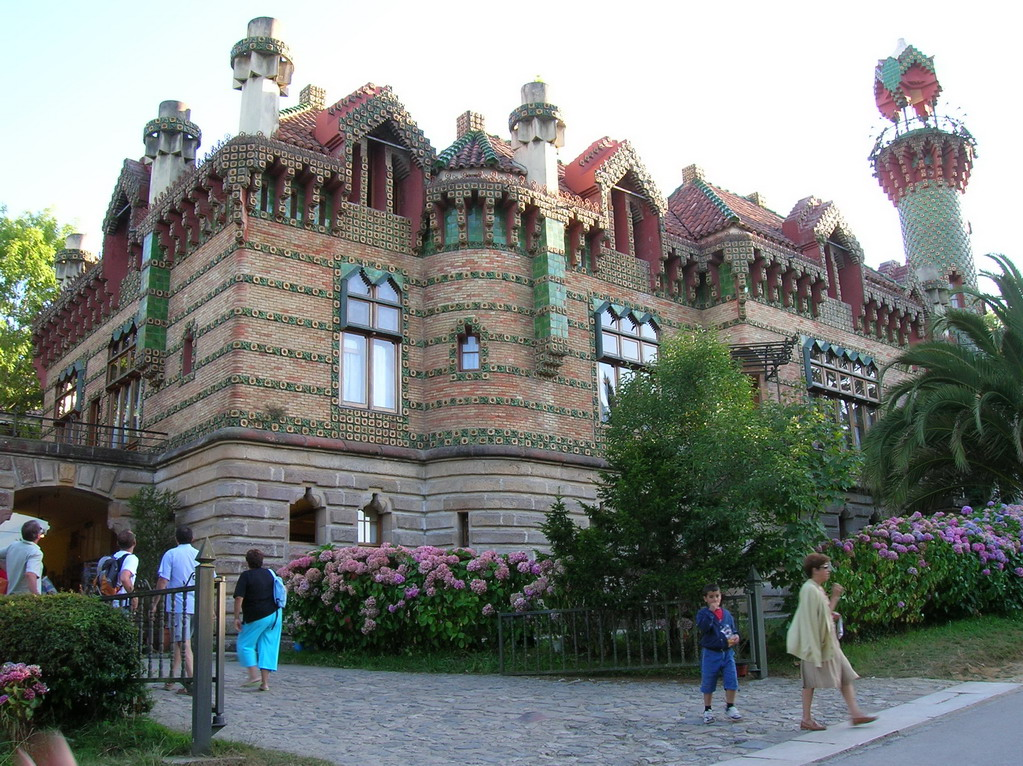
Achterzijde van El Capricho

El Capricho (Spaans voor 'gril', kuur', iets 'buitenissigs') is een bouwwerk (gebouwd tussen 1883 en 1885) van de Catalaanse architect Antoni Gaudí. Het is een huis (villa) in Comillas nabij Santander.
Gaudí kreeg van de vrijgezel Don Maxímo Díaz de Quijano de opdracht tot het bouwen van een herenhuis op een niet al te groot stuk grond in een parkachtige omgeving. Gaudí heeft gepoogd in dit huis diverse historische periodes in de Catalaanse bouwkunst te verenigen. Het huis werd dan ook een architectonische 'mengelmoes' van bouwstijlen, waarin zowel middeleeuwse, Catalaanse, Moorse, en fantasie-elementen verenigd werden. Zo heeft het huis een toren met robuuste voet op vier Dorische zuilen (die de entree van het huis verbergen), waarboven grove natuurstenen blokken op middeleeuwse wijze een draagconstructie voor de ranke meer Moorse toren (die aan een minaret doet denken) erboven vormen. De toren zelf is (net als de rest van het huis) dichtbezet met zonnebloemtegels en rijk versierd met smeedijzeren hekwerk, en gesculptuurd metselwerk. De top van het torentje wordt gevormd door een soort kroon, een afdak dat in de lucht lijkt te zweven omdat het rust op vier zeer ranke pilaartjes.
De combinatie van Moorse motieven en Spaans metselwerk is karakteristiek, en geeft het geheel een grillige uitstraling. Het interieur van het huis is mede opmerkelijk door de houten plafonds die in regelmatige vlakken zijn onderverdeeld. Aan de noordzijde kent het huis een muur met nissen, waarin gesprekken konden worden gevoerd. In tegenstelling tot veel andere gebouwen van Gaudí is het dak van dit huis opvallend eenvoudig met vlakke dakpannen bedekt. Dit was nodig vanwege de vele regen in de streek, waardoor het dak in dit gebouw eerder een praktische dan een decoratieve functie vervult. Het huis kent een grote salon, die alle verdiepingen van het gebouw omvat.
Opmerkelijk is verder dat Gaudí, die doorgaans bij vrijwel al zijn bouwprojecten zelf de bouw leidde vanaf de bouwplaats, bij de bouw van dit huis nooit aanwezig was. Hij besteedde het werk uit aan een vriend, Christòfol Cascante i Colom.

## Fotogalerij

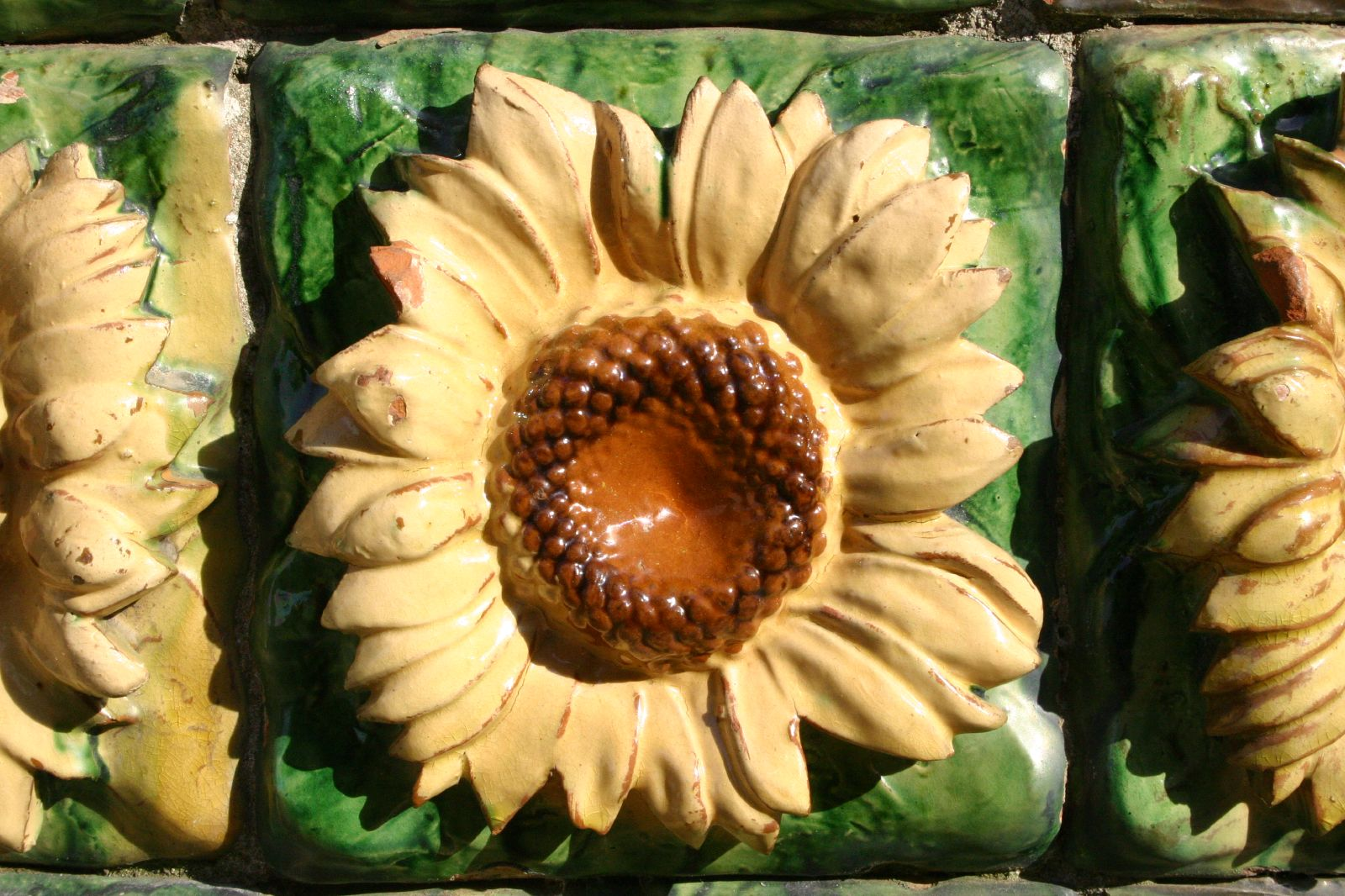
Zonnebloemtegels in buitenmuur
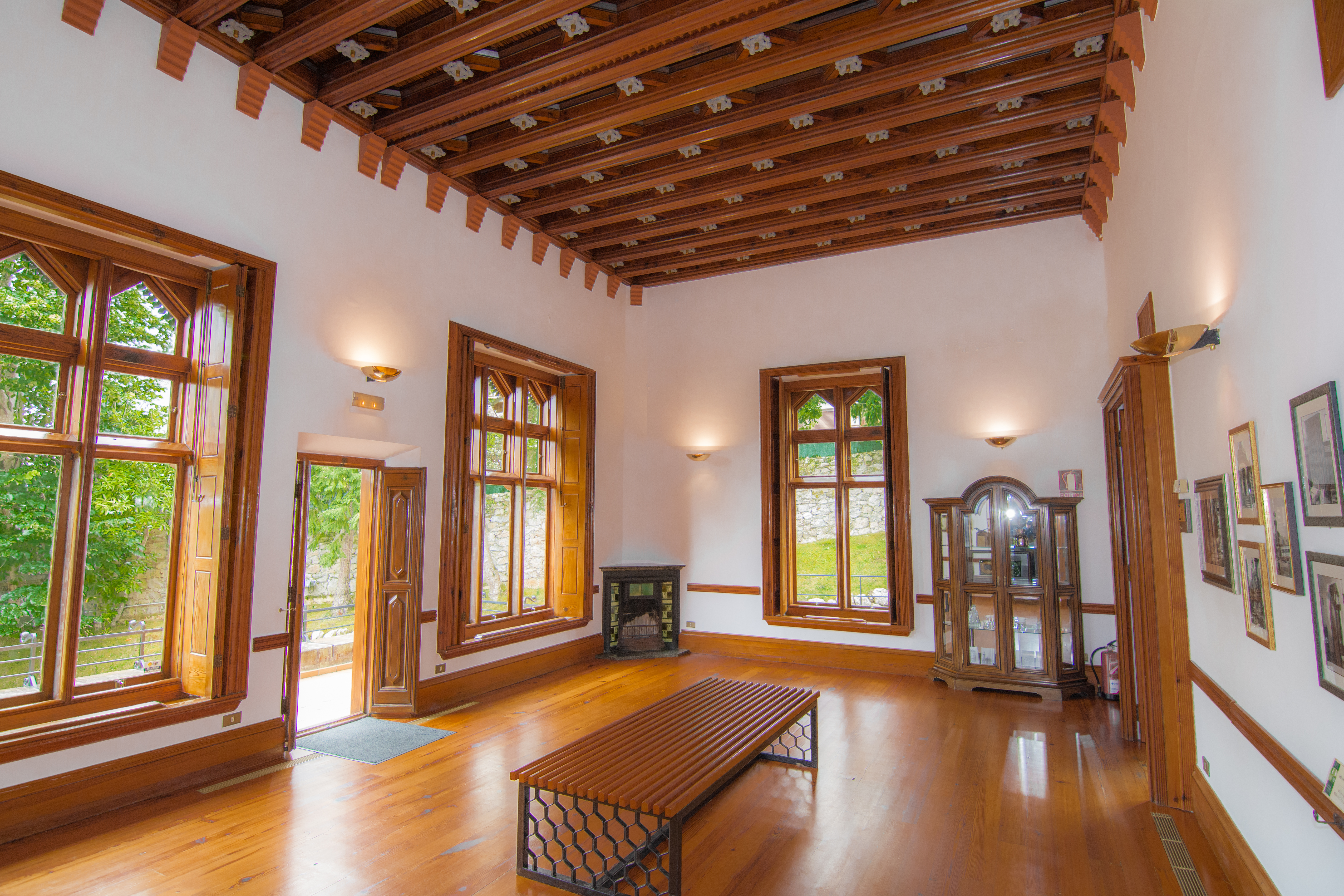
Kamer met balkon
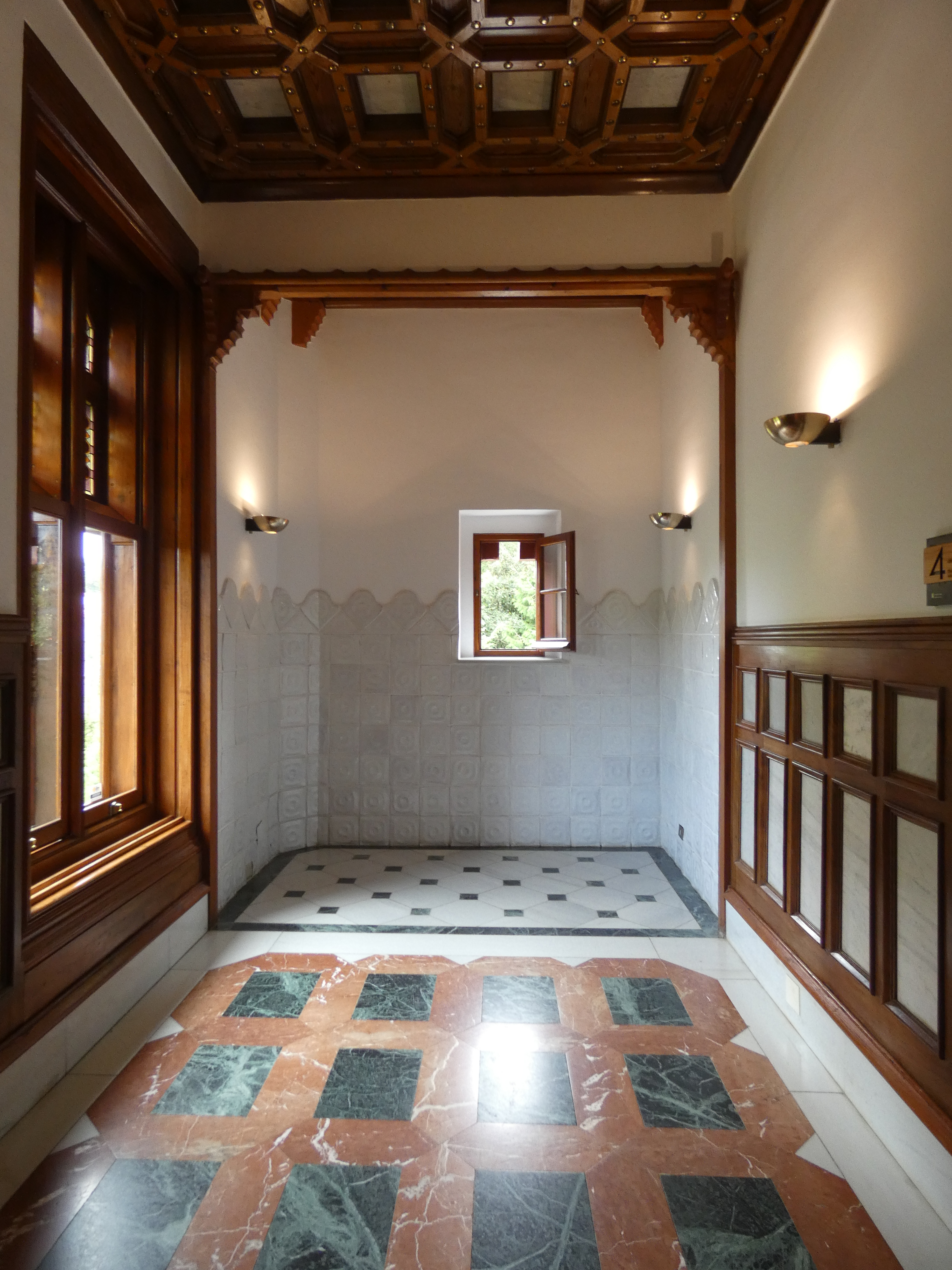
De badkamer
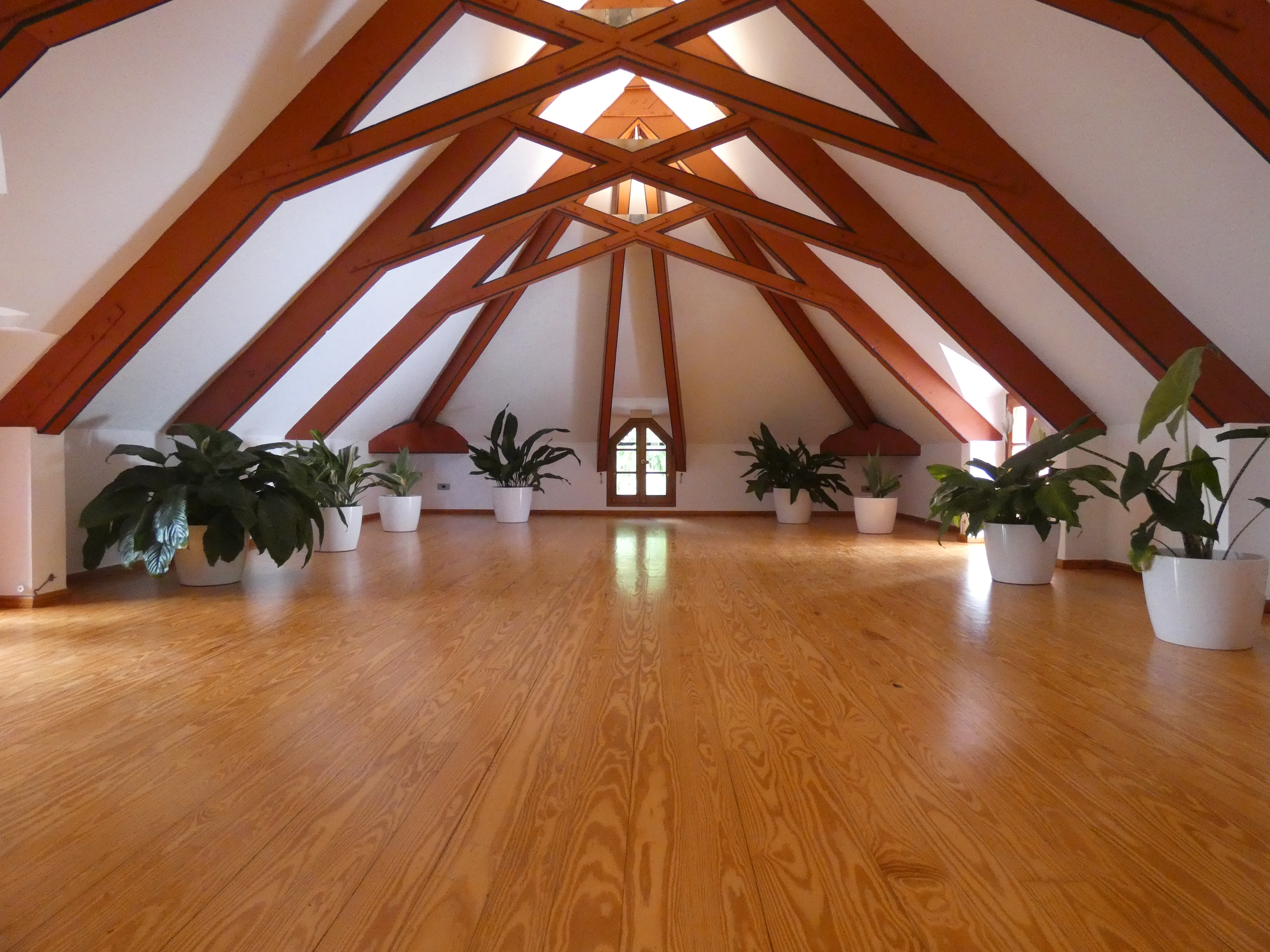
De zolder
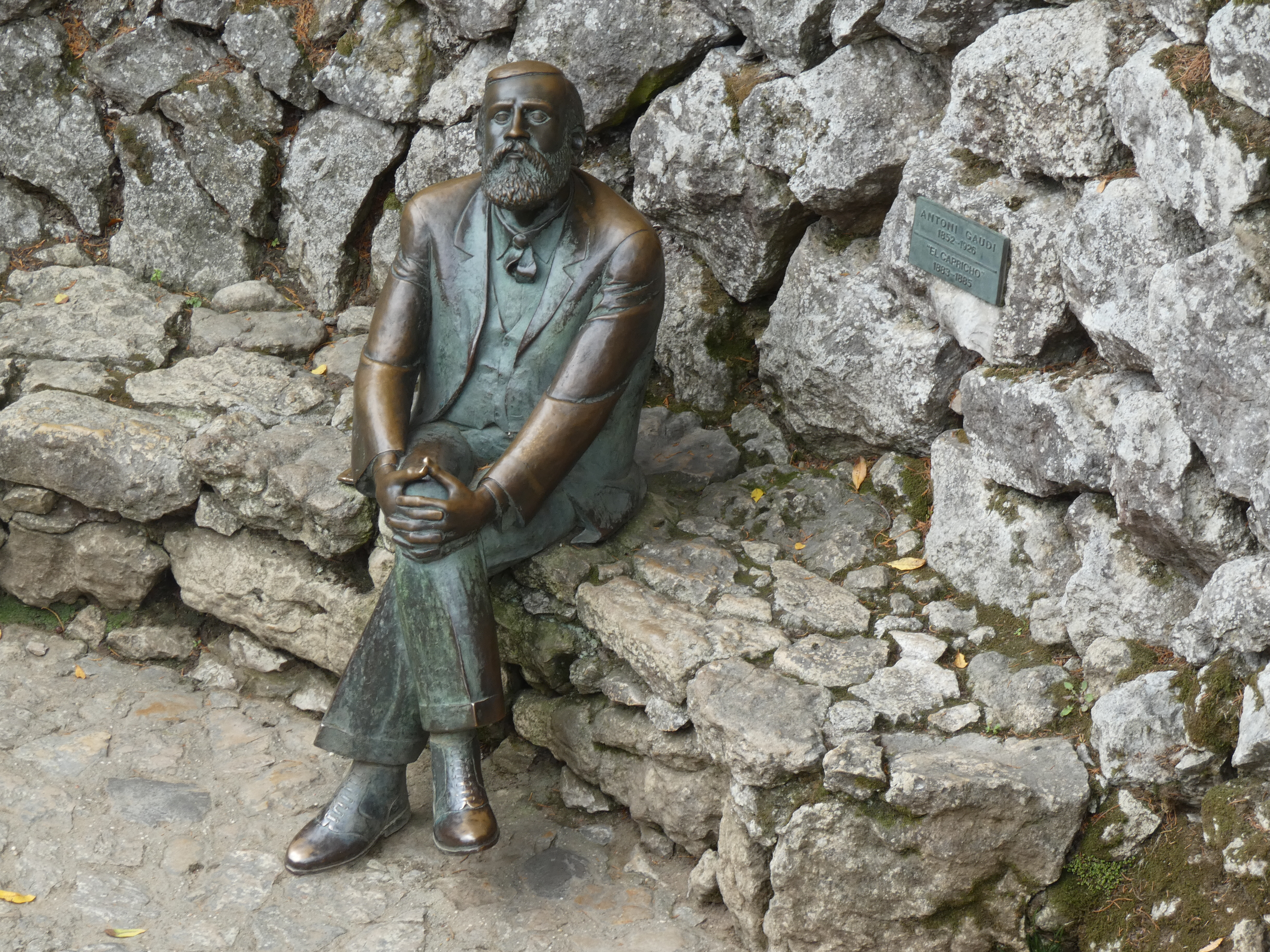
Beeld van Gaudi in de tuin

## Naslagwerken
- (es)  Bassegoda Nonell, Joan (2002). Gaudí o espacio, luz y equilibrio. Criterio, Madrid. ISBN 84-95437-10-4.
- (es)  Crippa, Maria Antonietta (2007). Gaudí. Taschen, Köln. ISBN 978-3-8228-2519-8
- Zerst, Rainer (2005). Gaudí - al zijn bouwwerken, Taschen, ISBN 978-3-8228-4128-0